# Championnat d'Amérique du Sud et centrale masculin de handball 2020
Navigation
Brésil 2022
Le Championnat d'Amérique du Sud et centrale masculin de handball 2020 est la 1re édition de cette compétition. Elle s'est déroulée du 21 au 25 janvier 2020 à Maringá au Brésil.
La compétition est remportée par l'Argentine, devant le Brésil et lUruguay. Les trois équipes sont qualifiées au Championnat du monde 2021. En raison de la pandémie de Covid-19 le Tournoi de handball de la dernière chance d'Amérique du Sud et Centrale 2020 (en) est annulé, le Chili, arrivé 4e obtient une place de qualification pour le mondial.

## Classement final
|                                     | Équipe    | Pts | J | G | N | P | Bp  | Bc  | Diff |
| ----------------------------------- | --------- | --- | - | - | - | - | --- | --- | ---- |
| Médaille d'or, Amérique du Sud      | Argentine | 10  | 5 | 5 | 0 | 0 | 220 | 91  | 129  |
| Médaille d'argent, Amérique du Sud  | Brésil    | 8   | 5 | 4 | 0 | 1 | 210 | 87  | 123  |
| Médaille de bronze, Amérique du Sud | Uruguay   | 6   | 5 | 3 | 0 | 2 | 148 | 110 | 38   |
| 4                                   | Chili     | 4   | 5 | 2 | 0 | 3 | 151 | 119 | 32   |
| 5                                   | Paraguay  | 2   | 5 | 1 | 0 | 4 | 133 | 169 | -36  |
| 6                                   | Bolivie   | 0   | 5 | 0 | 0 | 5 | 32  | 318 | -286 |

## Matchs
| 21 Janvier 15h00 | Chili           | 25 – 28 | Uruguay | CERHAND, Maringá Affluence : 350 Arbitrage : Schulze, Tönnies |
| 21 Janvier 15h00 | E. Feuchtmann 8 | (13–15) | Fabra 8 | CERHAND, Maringá Affluence : 350 Arbitrage : Schulze, Tönnies |
| 21 Janvier 15h00 | ×2 ×7           | Rapport | ×2 ×4   | CERHAND, Maringá Affluence : 350 Arbitrage : Schulze, Tönnies |

| 21 Janvier 17h00 | Argentine          | 82 – 7  | Bolivie   | Ginásio Parque do Japão, Maringá Affluence : 200 Arbitrage : Marques, Magalhães |
| 21 Janvier 17h00 | I. Pizarro (en) 20 | (42–5)  | Lisidro 6 | Ginásio Parque do Japão, Maringá Affluence : 200 Arbitrage : Marques, Magalhães |
| 21 Janvier 17h00 |                    | Rapport | ×1        | Ginásio Parque do Japão, Maringá Affluence : 200 Arbitrage : Marques, Magalhães |

| 21 Janvier 19h00 | Brésil    | 46 – 19 | Paraguay  | Ginásio Parque do Japão, Maringá Arbitrage : Lenci, Grillo |
| 21 Janvier 19h00 | Chiuffa 7 | (24–7)  | Mendoza 5 | Ginásio Parque do Japão, Maringá Arbitrage : Lenci, Grillo |
| 21 Janvier 19h00 | ×1 ×4     | Rapport | ×1 ×4 ×1  | Ginásio Parque do Japão, Maringá Arbitrage : Lenci, Grillo |

| 22 Janvier 17h00 | Argentine                 | 33 – 17 | Uruguay         | Ginásio Parque do Japão, Maringá Affluence : 200 Arbitrage : Marques, Magalhães |
| 22 Janvier 17h00 | Fernández, Mouriño (en) 4 | (15–7)  | Fabra, Méndez 4 | Ginásio Parque do Japão, Maringá Affluence : 200 Arbitrage : Marques, Magalhães |
| 22 Janvier 17h00 | ×3 ×5                     | Rapport | ×2              | Ginásio Parque do Japão, Maringá Affluence : 200 Arbitrage : Marques, Magalhães |

| 22 Janvier 17h00 | Paraguay  | 22 – 31 | Chili           | Ginásio Parque do Japão, Maringá Affluence : 300 Arbitrage : Delgado, Burgos |
| 22 Janvier 17h00 | Mendoza 4 | (9–14)  | E. Feuchtmann 8 | Ginásio Parque do Japão, Maringá Affluence : 300 Arbitrage : Delgado, Burgos |
| 22 Janvier 17h00 | ×1 ×3     | Rapport | ×2 ×4           | Ginásio Parque do Japão, Maringá Affluence : 300 Arbitrage : Delgado, Burgos |

| 22 Janvier 19h00 | Brésil     | 77 – 9  | Bolivie   | Ginásio Parque do Japão, Maringá Affluence : 500 Arbitrage : Estrada, Pineda |
| 22 Janvier 19h00 | Pacheco 12 | (35–5)  | Lisidro 5 | Ginásio Parque do Japão, Maringá Affluence : 500 Arbitrage : Estrada, Pineda |
| 22 Janvier 19h00 | ×1 ×2      | Rapport | ×1        | Ginásio Parque do Japão, Maringá Affluence : 500 Arbitrage : Estrada, Pineda |

| 23 Janvier 15h00 | Bolivie   | 1 – 55  | Uruguay     | Ginásio Chico Neto (en), Maringá Affluence : 300 Arbitrage : Delgado, Burgos |
| 23 Janvier 15h00 | Marcelo 1 | (0–24)  | 3 joueurs 7 | Ginásio Chico Neto (en), Maringá Affluence : 300 Arbitrage : Delgado, Burgos |
| 23 Janvier 15h00 | ×1 ×3     | Rapport | ×1          | Ginásio Chico Neto (en), Maringá Affluence : 300 Arbitrage : Delgado, Burgos |

| 23 Janvier 17h00 | Argentine    | 50 – 21 | Paraguay    | Ginásio Chico Neto (en), Maringá Affluence : 550 Arbitrage : Estrada, Pineda |
| 23 Janvier 17h00 | F. Pizarro 8 | (24–7)  | Melgarejo 4 | Ginásio Chico Neto (en), Maringá Affluence : 550 Arbitrage : Estrada, Pineda |
| 23 Janvier 17h00 | ×3 ×1        | Rapport | ×3          | Ginásio Chico Neto (en), Maringá Affluence : 550 Arbitrage : Estrada, Pineda |

| 23 Janvier 19h00 | Brésil    | 32 – 20 | Chili                       | Ginásio Chico Neto (en), Maringá Affluence : 4 000 Arbitrage : Grillo, Lenci |
| 23 Janvier 19h00 | Langaro 5 | (14–11) | E. Feuchtmann, R. Salinas 5 | Ginásio Chico Neto (en), Maringá Affluence : 4 000 Arbitrage : Grillo, Lenci |
| 23 Janvier 19h00 | ×1 ×7 ×1  | Rapport | ×3 ×7                       | Ginásio Chico Neto (en), Maringá Affluence : 4 000 Arbitrage : Grillo, Lenci |

| 24 Janvier 15h00 | Chili           | 22 – 30 | Argentine   | Ginásio Chico Neto (en), Maringá Affluence : 200 Arbitrage : Schulze, Tönnies |
| 24 Janvier 15h00 | Ceballos (en) 6 | (11–26) | Fernández 7 | Ginásio Chico Neto (en), Maringá Affluence : 200 Arbitrage : Schulze, Tönnies |
| 24 Janvier 15h00 | ×2 ×6           | Rapport | ×2 ×6       | Ginásio Chico Neto (en), Maringá Affluence : 200 Arbitrage : Schulze, Tönnies |

| 24 Janvier 17h00 | Paraguay | 51 – 8  | Bolivie   | Ginásio Chico Neto (en), Maringá Affluence : 400 Arbitrage : Marques, Magalhães |
| 24 Janvier 17h00 | Fiore 11 | (29–4)  | Lisidro 3 | Ginásio Chico Neto (en), Maringá Affluence : 400 Arbitrage : Marques, Magalhães |
| 24 Janvier 17h00 | ×1       | Rapport | ×1        | Ginásio Chico Neto (en), Maringá Affluence : 400 Arbitrage : Marques, Magalhães |

| 24 Janvier 19h00 | Uruguay | 14 – 31 | Brésil      | Ginásio Chico Neto (en), Maringá Affluence : 2 300 Arbitrage : Delgado, Burgos |
| 24 Janvier 19h00 | Fabra 4 | (9–13)  | 3 joueurs 5 | Ginásio Chico Neto (en), Maringá Affluence : 2 300 Arbitrage : Delgado, Burgos |
| 24 Janvier 19h00 | ×1 ×4   | Rapport | ×2 ×5 ×1    | Ginásio Chico Neto (en), Maringá Affluence : 2 300 Arbitrage : Delgado, Burgos |

| 25 Janvier 15h00 | Chili   | 53 – 7  | Bolivie   | Ginásio Chico Neto (en), Maringá Affluence : 280 Arbitrage : Estrada, Pineda |
| 25 Janvier 15h00 | Payá 20 | (24–0)  | Lisidro 4 | Ginásio Chico Neto (en), Maringá Affluence : 280 Arbitrage : Estrada, Pineda |
| 25 Janvier 15h00 | ×1 ×2   | Rapport | ×3        | Ginásio Chico Neto (en), Maringá Affluence : 280 Arbitrage : Estrada, Pineda |

| 25 Janvier 17h00 | Paraguay   | 20 – 34 | Uruguay  | Ginásio Chico Neto (en), Maringá Affluence : 2 000 Arbitrage : Grillo, Lenci |
| 25 Janvier 17h00 | Martínez 6 | (8–14)  | Millán 8 | Ginásio Chico Neto (en), Maringá Affluence : 2 000 Arbitrage : Grillo, Lenci |
| 25 Janvier 17h00 | ×2 ×4 ×3   | Rapport | ×1       | Ginásio Chico Neto (en), Maringá Affluence : 2 000 Arbitrage : Grillo, Lenci |

| 25 Janvier 19h00 | Argentine    | 25 – 24 | Brésil                   | Ginásio Chico Neto (en), Maringá Affluence : 6 000 Arbitrage : Schulze, Tönnies |
| 25 Janvier 19h00 | F. Pizarro 9 | (12–13) | Langaro, Teixeira (en) 5 | Ginásio Chico Neto (en), Maringá Affluence : 6 000 Arbitrage : Schulze, Tönnies |
| 25 Janvier 19h00 | ×4 ×5 ×1     | Rapport | ×1 ×9 ×1                 | Ginásio Chico Neto (en), Maringá Affluence : 6 000 Arbitrage : Schulze, Tönnies |

## Statistiques et récompenses

### Buteurs
Ignacio Pizarro (en) est le meilleur buteur de la compétition avec 35 buts.

### Équipe-type
L'équipe-type de la compétition est:
| Poste          | Joueur                  |
| -------------- | ----------------------- |
| Gardien de but | Leonardo Terçariol (en) |
| Ailier droit   | Fábio Chiuffa           |
| Arrière droit  | Rodrigo Salinas Muñoz   |
| Demi-centre    | Diego Simonet           |
| Arrière gauche | Haniel Langaro          |
| Ailier gauche  | Ignacio Pizarro (en)    |
| Pivot          | Esteban Salinas (en)    |